# Коломно (Печорский район)
Коломно — деревня в Печорском районе Псковской области России. Входит в состав сельского поселения «Новоизборская волость».
Расположена в 2 км к западу от волостного центра, деревни Новый Изборск, на железной дороге Псков — Печоры.

## Население
Численность населения деревни на конец 2000 года составляла 37 жителей.
| 2001 | 2002 | 2010 |
| ---- | ---- | ---- |
| 37   | ↘24  | ↘22  |